# Halls Creek
Halls Creek – miasteczko w północno-wschodniej części stanu Australia Zachodnia. Największe skupisko ludzkie i zarazem ośrodek administracyjny hrabstwa Halls Creek. Leży na trasie Great Northern Highway i jest dla podróżujących nią osób, jedynym miastem na przestrzeni 600 km drogi. Znajdują się tam punkty zaopatrzenia dla hodowców bydła z okolicznych farm, a także ośrodek pomocy dla licznej na tym terenie ludności aborygeńskiej. Hall Creek jest także bazą wypadową dla turystów odwiedzających parki narodowe Purnululu i Wolfe Creek Meteorite Crater. Znajduje się tu także lotnisko
Miasteczko powstało w 1887 na fali gorączki złota, zaś jego nazwa pochodzi od nazwiska odkrywcy pierwszego złoża, Charlesa Halla. W 1949 zostało w całości przeniesione o 12 km w związku z budową nowej autostrady.